# Eliazar de Wind

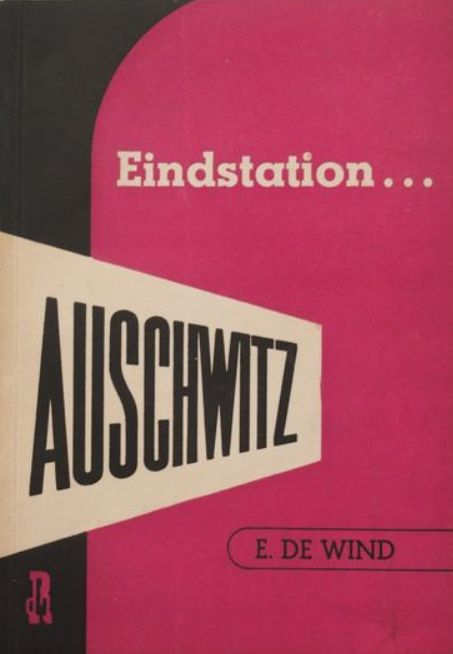
E. de Wind: Eindstation Auschwitz

Eliazar (Eddy) de Wind (Den Haag, 6. Februar 1916 – Amsterdam, 27. September 1987) war ein niederländischer jüdischer Arzt, Psychiater und Psychoanalytiker. Er war Überlebender des Holocaust im Konzentrationslager Auschwitz.

## Leben

### Familie, Jugend und Studium
Eliazar, Rufname Eddy, wuchs als einziges Kind einer assimilierten jüdischen Kaufmannsfamilie in Den Haag auf. Im Alter von drei Jahren erlitt er eine schwere Verbrühung, sein Vater starb an einem Hirntumor. Eddy studierte Medizin in Leiden und konnte sein Studium trotz deutscher Besatzung und des Verweises jüdischer Studenten von den Hochschulen beenden. In Amsterdam begann er eine Ausbildung zum Psychoanalytiker.

### Judenverfolgung, Verhaftung und Lager Westerbork
Im Zuge der Massenverhaftung von 427 jüdischen Männern als Vergeltungsaktion für den Tod von Hendrik Koot wurde er am 22./23. Februar 1941 verhaftet und nach Schoorl gebracht. Er täuschte eine Tuberkulose vor und wurde mit einigen wenigen anderen freigelassen, während die übrigen Männer ins KZ Mauthausen transportiert wurden. Anschließend brach vom 24. bis zum 27. Februar mit Unterstützung der kommunistischen Partei der Februarstreik aus, der blutig niedergeschlagen wurde und die Situation der Juden erheblich verschlechterte: die Juden wurden aus dem Arbeits- und Wirtschaftsleben verdrängt und durch die sogenannten Liro-Verordnungen ihres Eigentums beraubt.
Eddy versuchte in die Schweiz zu fliehen, wollte aber auch seine Mutter nicht im Stich lassen. Als sie verhaftet und ins Durchgangslager Westerbork transportiert wurde, meldete er sich auf Anraten des Judenrates, der Ärzte für das Lager suchte, freiwillig, um seine Mutter vor der Deportation zu schützen. Als er in Westerbork ankam, war seine Mutter mit ihrem Mann und Stiefsohn jedoch bereits nach Auschwitz abtransportiert worden. Eddy musste im Krankenhaus die Häftlinge „mustern“ und entscheiden, wer nicht transportfähig war und so von der Deportation zurückgestellt wurde. Er arbeitete mit einer deutschen Krankenschwester, Friedel Komornik, zusammen, die er im Lager heiratete. Am 14. September 1943 wurden sie ebenfalls nach Auschwitz deportiert.

### Auschwitz
Die Lagerzeit wird in seinem Buch Ich blieb in Auschwitz beschrieben, ein noch im Lager geschriebener Text, in dem er sich „Hans“ nennt. Durch seine Tätigkeit im Häftlingskrankenhaus überlebte er und schaffte es durch Intervention bei dem KZ-Arzt Josef Mengele auch, dass seine Frau überlebte. Vor den Todesmärschen während der Räumung des Lagers im Januar 1945 versteckte er sich unter einer Baracke und konnte so die Befreiung durch die Rote Armee erleben. Er blieb auf Bitten russischer Ärzte noch fünf Monate, um bei der Versorgung insbesondere der niederländischen Kranken zu helfen, und schrieb derweil seine Aufzeichnungen, wohl die einzigen, die noch direkt im Lager geschrieben und daher nicht durch die Erinnerung verfälscht wurden. Nach der Befreiung der Niederlande versuchte Eddy, heimzukehren und erreichte nach einer Odyssee durch Osteuropa und über das Mittelmeer am 24. Juli 1945 Enschede. Dort traf er seine Frau wieder, von der er geglaubt hatte, dass sie auf dem Todesmarsch umgekommen sei.

### Nachkriegszeit
Nach ihrer Rückkehr fanden Eddy und Friedel schwer in die durch Wiederaufbaustimmung geprägte Gesellschaft zurück und blieben psychisch und physisch angeschlagen: Friedel war unfruchtbar, die Verwandten und Freunde waren ermordet worden. Sie zogen in ein Haus nach Amsterdam, trennten sich jedoch 1957. Eddy heiratete erneut, aus der Ehe gingen drei Kinder hervor. Andere Überlebende empfanden diese Ehe mit einer Nichtjüdin als „Verrat“.

## Wirken
Eddy nahm seine Ausbildung als Psychoanalytiker wieder auf und beschäftigte sich mit den Kriegstraumata, die er als Überlebensschuld-Syndrom oder KZ-Syndrom in einem Artikel mit dem Titel Confrontatie met de dood (deutsch: „Konfrontation mit dem Tod“) 1949 erstmals beschrieb und der ihn in Fachkreisen bekannt machte. 1946 veröffentlichte er Eindstation Auschwitz, den Bericht über seine Inhaftierung. Neben seiner Bearbeitung des KZ-Syndroms war de Wind einer der ersten, der sich mit der Traumatisierung zwischen den Generationen befasste. Er blieb traumatisiert und selbst therapiebedürftig, jedoch arbeitsam und erfolgreich und wurde ein gefragter Fachmann und Redner, auch auf seinem zweiten Spezialgebiet, dem der Sexualforschung. Er machte sich für Aufklärung und Verhütung in Schulen stark und gründete 1970 die unabhängige MR70-Stiftung für Abtreibung, heute Rutgers Stichting. Traumata enden nicht mit dem Tod der Betroffenen, sondern werden transgenerational weitergegeben. Aufgrund dieser Erkenntnis gründete Eddy im Alter eine Stiftung zur Erforschung psychischer Kriegsfolgen (Stichting Onderzoek Psychische Oorlogsgevolgen, SOPO). Während der Arbeit für dieses Projekt erlitt er einen Herzinfarkt. Der bevorstehende Tod brachte ihn gedanklich nach Auschwitz zurück und er litt unter schweren Ängsten. Er starb im Alter von 71 Jahren.

## Werke
- Ich blieb in Auschwitz – Aufzeichnung eines Überlebenden 1943-45 Pieper, München 2020
- Eindstation Auschwitz 1946; Nachdruck 1980, mit einem Postscriptum, und 2020 mit einer Nachschrift der Familie De Wind "Het leven van Eddy de Wind", S. 209–223
- Psychoanalytische behandeling van ernstig getraumatiseerden in: Tijdschrift voor Psychotherapie 8 (1982) S. 143–155.
- Psychische und soziale Faktoren der Traumatisierung durch Krieg und Verfolgung, in: Psychosozial 9 (1986).
- Confrontatie met de dood. Psychische gevolgen van vervolging (Utrecht 1993).
- Terminus Auschwitz : journal d'un survivant (Paris 2020)
- Perversion oder Liebe : Was ist in der Sexualität noch normal? Hamburg : Konkret Buchverlag, 1971
- Begegnung mit dem Tod. In: Psyche vol. XXII (1968), S. 423–441.
- Tot in het derde en vierde geslacht In: 1940-1945: Onverwerkt verleden? Lezingen van het symposium georganiseerd door het Rijksinstituut voor Oorlogsdocumentatie. Utrecht: Hes (1985), S. 51–65.